# Kościół Wniebowzięcia Najświętszej Maryi Panny w Werbkowicach
Kościół Wniebowzięcia Najświętszej Maryi Panny w Werbkowicach – rzymskokatolicki kościół w Werbkowicach, dawna cerkiew unicka, a następnie prawosławna.

## Historia
Cerkiew unicka w Werbkowicach, pod wezwaniem św. Michała Archanioła została wzniesiona w 1864 przez Antoniego Szydłowskiego, na miejscu starszej świątyni tego samego wyznania z 1690. Po likwidacji unickiej diecezji chełmskiej obiekt przejął Rosyjski Kościół Prawosławny. W 1919 cerkiew została przejęta przez parafię rzymskokatolicką i rekoncyliowana na kościół.
Do 1997 pozostawała świątynią parafialną, do momentu wzniesienia nowego kościoła. W XX wieku dokonano przebudowy kościoła, usuwając typową dla architektury cerkiewnej kopułę i dostawiając zakrystię. W ołtarzu głównym znajduje się obraz Matki Boskiej Nieustającej Pomocy, zaś w bocznych wizerunkiem z Najświętszego Serca Pana Jezusa i św. Antoniego. W 2014 r. w kościele odbywały się prace konserwacyjne.